# 資生堂ホネケーキ工業
資生堂ホネケーキ工業株式会社（しせいどうホネケーキこうぎょう、英称:Shiseido Honey-cake Industry Inc.）は、大阪府茨木市に本社を置く化粧品・石鹸等のトイレタリー製品の製造をおこなう企業。資生堂の持分法適用関連会社である。

## 概要
1954年（昭和29年）3月29日に株式会社三生社として創業し、1983年（昭和58年）1月28日に現社名に変更。
化粧品・石鹸および雑貨類、医薬部外品の製造販売および輸出入や、動物用医薬部外品の製造販売および輸出入を目的としている。生産された化粧品・石鹸は資生堂のもとで販売されている。
同社が製造し、資生堂から発売されている「ホネケーキ」は、1958年から発売され続けるロングセラー製品であり、近年では生産量は少なくなったものの、英語のHoneyとCakeを合成して出来た造語で、製造段階で原料に蜂蜜が使われていることから、その名がついたものである。また同社が製造する化粧品・石鹸などのブランドの総称でもある。
資生堂は、1948年から大阪市東淀川区に大阪資生堂（現・資生堂大阪工場、元々は資生堂の子会社）を置いているが、1990年代後期以降、所有ブランドの集約化が図られたため、トイレタリー類の生産については、関西へ集約しつつある。